# Meadowbrook (Wisconsin)
Meadowbrook – miasto w Stanach Zjednoczonych, w stanie Wisconsin, w hrabstwie Sawyer.